# Златните хитове на Преслава
Вижте пояснителната страница за други значения на Преслава.
Златните хитове на Преслава е вторият сборен албум на попфолк певицата Преслава. Издаден е от музикална компания „Пайнер“ на 25 юли 2013 г. Албумът е част от колекцията Златните хитове на Пайнер, издаден под номер 16. Включва 10 от най-емблематичните хитове на певицата.

## Песни
1. Дяволско желание
2. Лъжа е
3. И когато съмне
4. Нямаш сърце
5. Горчиви спомени
6. Финални думи
7. Завинаги твоя
8. Предай се на желанието
9. Нямам право
10. Обичам те